# Formula Renault 2.0 UK
Formula Renault 2.0 UK är ett av två brittiska Formel Renault-mästerskap. Det andra är British Automobile Racing Clubs Formula Renault 2.0 BARC. Serien kallas även för British Formula Renault Championship eller Formula Renault UK Championship och ägs av Renault Sport UK.

## Säsonger
| År   | Mästare (förare)    |
| ---- | ------------------- |
| 1989 | Neil Riddiford      |
| 1990 | Thomas Erdos        |
| 1991 | Bobby Verdon-Roe    |
| 1992 | Pedro de la Rosa    |
| 1993 | Ivan Arias          |
| 1994 | James Matthews      |
| 1995 | Guy Smith           |
| 1996 | David Cook          |
| 1997 | Marc Hynes          |
| 1998 | Aluizio Coelho      |
| 1999 | Antonio Pizzonia    |
| 2000 | Kimi Räikkönen      |
| 2001 | Carl Breeze         |
| 2002 | Danny Watts         |
| 2003 | Lewis Hamilton      |
| 2004 | Mike Conway         |
| 2005 | Oliver Jarvis       |
| 2006 | Sebastian Hohenthal |
| 2007 | Duncan Tappy        |
| 2008 | Adam Christodoulou  |
| 2009 | Dean Smith          |
| 2010 | / Tom Blomqvist     |
| 2011 | Alex Lynn           |